# Cerkev sv. Jurija, Lalibela
Cerkev sv. Jurija (amharsko Bete Giyorgis) je ena od enajstih v skalo vklesanih monolitnih cerkva v Lalibeli, mestu v regiji Amhara v Etiopiji. Prvotno imenovano Roha (vojna), je bilo zgodovinsko in versko mesto poimenovano Lalibela po kralju Gebreju Meskelu Lalibeli iz rodbine Zagve, ki je naročil njeno gradnjo. Etiopska tevahedska pravoslavna cerkev ga šteje za svetnika.

## Zgodovina
Cerkev sv. Jurija je bila navzdol izklesana iz neke vrste vulkanskega tufa. To je edini arhitekturni material, ki je bil uporabljen v strukturi. Datirana je v pozno 12. ali zgodnje 13. stoletje našega štetja in domneva se, da je bila zgrajena med vladavino kralja Gebreja Meskela Lalibele iz pozne rodbine Zagve. Je med najbolj znanimi in zadnjimi zgrajenimi od enajstih cerkva na območju Lalibele in jo imenujejo 'osmo čudo sveta'. Lalibela, kralj Etiopije, si je prizadeval poustvariti Jeruzalem in strukturiral krajino cerkva in verske kraje tako, da je dosegel tak podvig. »Cerkve v Lalibeli so združene v dve veliki skupini, ena predstavlja zemeljski Jeruzalem, druga pa nebeški Jeruzalem. Neposredno med njima je jarek, ki predstavlja reko Jordan. Mere jarka so 25 m krat 25 m krat 30 m,  zunaj cerkve pa je manjši bazen za krst, ki stoji v umetnem jarku.
Po etiopski kulturni zgodovini je bila Bete Giyorgis zgrajena po tem, ko je imel kralj Gebre Meskel Lalibela vizijo, v kateri mu je bilo naročeno zgraditi cerkev; Sveti Jurij in Bog sta bila navedena kot tista, ki sta mu dala navodila.
Lalibela je romarsko mesto za člane etiopske tevahedsk pravoslavne cerkve; sama cerkev je del Unescove svetovne dediščine V skalo vklesane cerkve.
Ob prvem pristopu se lokacija zdi popolnoma nedostopno, s strmimi padci na vseh straneh in brez dostopnega mostu. Do nje pridemo po zelo ozkem umetno izdelanem kanjonu, ki se spiralno spušča navzdol in se spremeni v tunel blizu cerkve, da še bolj prikrije svojo prisotnost.
Romarji, ki so umrli, potem ko so prispeli na kraj, so postavljeni v preprosto odprto grobnico na zunanjih stenah.
Izdolbena notranjost vsebuje preprosto svetišče sv. Jurija in za zaveso (prepovedano za ogled razen duhovnikov) leži replika Skrinje zaveze.
Bete Giyorgis je bila prostorsko dokumentirana leta 2005.

## Arhitektura
Cerkev ima obliko grškega križa, ki je trikrat vklesan na strehi in je edina skalna cerkev križnega tlorisa. Druge cerkve v Lalibeli imajo kvadraten ali pravokoten tloris. Notranje izkopanine so bile globoke 12 metrov in vsa pokrajina je sestavljena iz rdečega vulkanskega tufa, rob pa je obdan z rovi. Do podnožja cerkve, ki ima višino približno en meter in pol, je treba hoditi po ozkem, približno petdeset metrov dolgem kanalu, ki vodi do kratkega stopnišča, ki vodi na cerkveno dvorišče. Bet Giorgis je sestavljen iz samo ene vrste kamnine, ki je dobro ohranjena, zaradi vlage se pojavijo le redke porumenele in plesnive lise, razdeljena pa je na štiri nivoje, razmejene z venci, ki gredo okoli stavbe, na vsaki steni so okna s koničastimi loki, uokvirjena v eleganten reliefni okras, od katerih je dvanajst odprtih v zgornjem nadstropju in devet slepih oken v spodnjem nadstropju.
Cerkev sloni na približno meter in pol visokem pravokotnem temelju, zaradi česar celotna zgradba sega trinajst metrov visoko; vzpenjanje po nekaj stopnicah od vznožja vodi do vhoda v cerkev, ki ima obliko križa in obokan strop, okrašen s križem. V skalnatih stenah, ki obdajajo cerkev, je nekaj votlin, kjer naj bi ležala trupla romarjev, ki so prišli v Lalibelo iz vse Afrike. 